# Winston Rollins
Winston Rollins (* 12. Februar 1966 in Wednesbury) ist ein britischer Musiker (Posaune, Keyboards, Bass, Arrangement) des Modern Jazz, der auch im Acid Jazz und als Musikproduzent hervorgetreten ist.

## Leben und Wirken
Rollins, der seine Kindheit in Doncaster verbrachte, lernte ab dem zehnten Lebensjahr Posaune und spielte in der Doncaster Youth Jazz Association, die von John Ellis geleitet wurde. Später gehörte er zum National Youth Jazz Orchestra. In London studierte er am Trinity College of Music. 
Dann war er bei Brand New Heavies, Incognito, Aswad und Jamiroquai tätig. Weiterhin arbeitete er mit Courtney Pine, mit Gail Thompson und mit den Jazz Jamaica Allstars. Seit 1994 gehört er zum Rhythm and Blues Orchestra von Jools Holland, mit dem er zahlreiche Alben aufgenommen hat. Er leitet seine eigene Bigband, mit der er gerne Arrangements von Bob Florence und Don Menza interpretiert.
Rollins arbeitete auch als Musikproduzent (für Never Never) und nahm in den eigenen RedRoom Studios auf. Zwischen 1980 und 2011 war er Tom Lord zufolge an 12 Aufnahmen im Bereich des Jazz beteiligt, etwa bei Jimmy Scott oder Denys Baptiste. Weiterhin ist er auf Aufnahmen von  Amy Winehouse, Ray LaMontagne, Peter Gabriel, Oumou Sangaré, Marc Almond oder Jack Bruce zu hören. 
Der Jazzmusiker Dennis Rollins, gleichfalls Posaunist, ist sein älterer Bruder.